# César de la meilleure révélation masculine

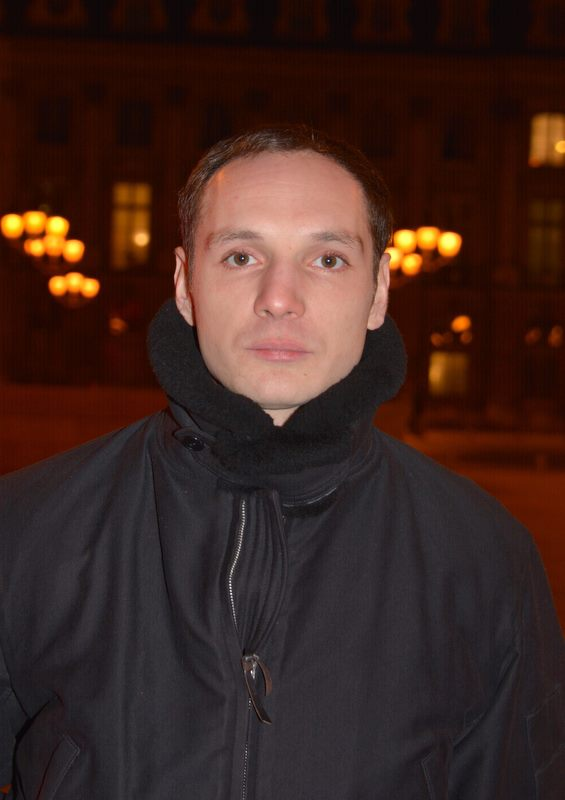
Alexis Manenti à la soirée "Révélations 2017" des César du cinéma.

Le César de la meilleure révélation masculine, précédemment nommé, César du meilleur espoir masculin jusqu'en 2024 et précédemment nommé César du meilleur jeune espoir masculin jusqu'en 2004, est une récompense cinématographique française décernée par l'Académie des arts et techniques du cinéma depuis la huitième remise de prix le 26 février 1983 au Grand Rex à Paris.
Le César permet de récompenser le meilleur acteur débutant, les votants peuvent désigner l'interprète de leur choix, sans limite d'âge ou de filmographie. Depuis 2007 est mis en place le projet « Révélations », des présélections pour déterminer plus facilement les nommés au premier tour de vote : d'abord indicative, elle devient exclusive à partir de 2025.
À la suite d'une modification du règlement des César opérée le 8 novembre 2016, il n'est plus possible, pour un acteur, de cumuler le César du meilleur acteur avec celui du meilleur espoir masculin, et ce pour un même rôle.

## Nominations
Plusieurs acteurs ont été nommés plusieurs fois pour ce César du meilleur espoir. Plusieurs victoires ne sont en conséquence pas interdites mais cela ne s'est jamais produit.
Les espoirs ayant finalement été lauréats sont indiqués en gras. Désormais, à partir de 2013, un acteur ne peut être classé comme « Révélation » que deux fois au maximum. Auparavant, deux acteurs avaient obtenu une troisième nomination dans cette catégorie et deux autres en avaient obtenu quatre :
- quatre nominations : Grégoire Leprince-Ringuet, Malik Zidi ;
- trois nominations : Guillaume Depardieu, Gaspard Ulliel ;
- deux nominations : Swann Arlaud, Anthony Bajon, Cris Campion, Grégori Derangère, Romain Duris, Jean-Philippe Écoffey, Laurent Grévill, Mathieu Kassovitz, Thomas Langmann, Pio Marmaï, Olivier Martinez, Félix Moati, Kacey Mottet-Klein, François Négret, Pierre Niney, Finnegan Oldfield, Melvil Poupaud, Bruno Putzulu, Vincent Rottiers, Robinson Stévenin, Benjamin Voisin, Paul Kircher.

## Palmarès
Liste des lauréats (en gras) et des nommés.

### Années 1980
Intitulé César du meilleur jeune espoir masculin
- 1983 : Christophe Malavoy pour le rôle de Christophe dans Family Rock
  - Jean-Paul Comart pour le rôle du Belge dans La Balance
  - Tchéky Karyo pour le rôle de Petrovic dans La Balance
  - Dominique Pinon pour le rôle d'Antoine dans Le Retour de Martin Guerre
- 1984 : Richard Anconina pour le rôle de Youseff Bensoussan dans Tchao Pantin
  - Jean-Hugues Anglade pour le rôle de Henri dans L'Homme blessé
  - François Cluzet pour le rôle de Maurice Decques dans Vive la sociale !
  - Jacques Penot pour le rôle de Martin Gray jeune dans Au nom de tous les miens
- 1985 : Pierre-Loup Rajot pour le rôle d'Antoine Boccara dans Souvenirs, Souvenirs
  - Xavier Deluc pour le rôle de Bernard Mirande dans La Triche
  - Hippolyte Girardot pour le rôle de Pierre dans Le Bon Plaisir
  - Benoît Régent pour le rôle de Barabal dans La Diagonale du fou
- 1986 : Wadeck Stanczak pour le rôle de Paulot dans Rendez-vous
  - Lucas Belvaux pour le rôle de Louis Cuno dans Poulet au vinaigre
  - Jacques Bonnaffé pour le rôle de Bruno dans La Tentation d'Isabelle
  - Kader Boukhanef pour le rôle de Madjid dans Le Thé au harem d'Archimède
  - Jean-Philippe Écoffey pour le rôle de Jean dans L'Effrontée
- 1987 : Isaach de Bankolé pour le rôle de Lemmy dans Black Mic-Mac
  - Cris Campion pour le rôle de Jean-Baptiste dit « La Grenouille » dans Pirates
  - Jean-Philippe Écoffey pour le rôle de Yves Bazin dans Gardien de la nuit
  - Rémi Martin pour le rôle de François dans Conseil de famille
- 1988 : Thierry Frémont pour le rôle de Nino dans Travelling avant
  - Cris Campion pour le rôle de Pierre Naboulet dans Champ d'honneur
  - Pascal Légitimus pour le rôle de Denis dans L'Œil au beur(re) noir
  - François Négret pour le rôle de Joseph dans Au revoir les enfants
- 1989 : Stéphane Freiss pour le rôle d'Aurèle de Kerfadec dans Chouans !
  - Laurent Grévill pour le rôle de Paul Claudel dans Camille Claudel
  - Thomas Langmann pour le rôle de Victor dans Les Années sandwiches
  - François Négret pour le rôle de Jean-Roger dans De bruit et de fureur

### Années 1990
- 1990 : Yvan Attal pour le rôle de Halpern dans Un monde sans pitié
  - Jean-Yves Berteloot pour le rôle de Pierre Gravey dans Baptême
  - Thierry Fortineau pour le rôle de Sébastien dans Comédie d'été
  - Melvil Poupaud pour le rôle de Thomas dans La Fille de 15 ans
  - Philippe Volter pour le rôle de Gustave dans Les Bois noirs
- 1991 : Gérald Thomassin pour le rôle de Marc dans Le Petit Criminel
  - Alex Descas pour le rôle de Jocelyn dans S'en fout la mort
  - Marc Duret pour le rôle de Rico dans Nikita
  - Vincent Perez pour le rôle de Christian de Neuvillette dans Cyrano de Bergerac
  - Philippe Uchan pour le rôle de Bouzigue dans La Gloire de mon père et Le Château de ma mère
- 1992 : Manuel Blanc pour le rôle de Pierre Lacaze dans J'embrasse pas
  - Guillaume Depardieu pour le rôle de Marin Marais jeune dans Tous les matins du monde
  - Laurent Grévill pour le rôle de Julien dans L'Année de l'éveil
  - Thomas Langmann pour le rôle de Adrien dans Paris s'éveille
  - Chick Ortega pour le rôle de Mimosa dans Une époque formidable…
- 1993 : Emmanuel Salinger pour le rôle de Mathias Barillet dans La Sentinelle
  - Xavier Beauvois pour le rôle de Bertrand dans Nord
  - Grégoire Colin pour le rôle de Olivier dans Olivier, Olivier
  - Olivier Martinez pour le rôle de Tony dans IP5
  - Julien Rassam pour le rôle de Benoit Weizman dans L'Accompagnatrice
- 1994 : Olivier Martinez pour le rôle de Petit Paul dans Un, deux, trois, soleil
  - Guillaume Depardieu pour le rôle de Antoine dans Cible émouvante
  - Mathieu Kassovitz pour le rôle de Félix dans Métisse
  - Melvil Poupaud pour le rôle de German dans Les gens normaux n'ont rien d'exceptionnel
  - Christopher Thompson pour le rôle de Alfred dans Les Marmottes
- 1995 : Mathieu Kassovitz pour le rôle de Johnny dans Regarde les hommes tomber
  - Charles Berling pour le rôle de François dans Petits Arrangements avec les morts
  - Frédéric Gorny pour le rôle de Henri Mariani dans Les Roseaux sauvages
  - Gaël Morel pour le rôle de François Forestier dans Les Roseaux sauvages
  - Stéphane Rideau pour le rôle de Serge Bartolo dans Les Roseaux sauvages
- 1996 : Guillaume Depardieu pour le rôle de Fred dans Les Apprentis
  - Vincent Cassel pour le rôle de Vinz dans La Haine
  - Hubert Koundé pour le rôle de Hubert dans La Haine
  - Olivier Sitruk pour le rôle de Eric dans L'Appât
  - Saïd Taghmaoui pour le rôle de Saïd dans La Haine
- 1997 : Mathieu Amalric pour le rôle de Paul Dédalus dans Comment je me suis disputé… (ma vie sexuelle)
  - Samuel Le Bihan pour le rôle de Norbert dans Capitaine Conan
  - Benoît Magimel pour le rôle de Jimmy Fontana dans Les Voleurs
  - Bruno Putzulu pour le rôle de Serge Perrin dans Les Aveux de l'innocent
  - Philippe Torreton pour le rôle de Conan dans Capitaine Conan
- 1998 : Stanislas Merhar pour le rôle de Loïc dans Nettoyage à sec
  - Sacha Bourdo pour le rôle de Nino dans Western
  - Vincent Elbaz pour le rôle de Mathieu Lacaze dans Les Randonneurs
  - José Garcia pour le rôle de Serge Benamou dans La Vérité si je mens !
  - Sergi López pour le rôle de Paco Cazale dans Western
- 1999 : Bruno Putzulu pour le rôle de Lionel dans Petits Désordres amoureux
  - Lionel Abelanski pour le rôle de Shlomo dans Train de vie
  - Guillaume Canet pour le rôle de Vincent Mazet dans En plein cœur
  - Romain Duris pour le rôle de Stéphane dans Gadjo dilo
  - Samy Naceri pour le rôle de Daniel Morales dans Taxi

### Années 2000
- 2000 : Éric Caravaca pour le rôle de Nicolas dans C'est quoi la vie ?
  - Clovis Cornillac pour le rôle de Christian dans Karnaval
  - Romain Duris pour le rôle de Arthur dans Peut-être
  - Laurent Lucas pour le rôle de Simon dans Haut les cœurs !
  - Robinson Stévenin pour le rôle de Laurent dans Mauvaises Fréquentations
- 2001 : Jalil Lespert pour le rôle de Franck dans Ressources humaines
  - Jean-Pierre Lorit pour le rôle de Nicolas Rivière dans Une affaire de goût
  - Boris Terral pour le rôle de Jean-Baptiste Lully dans Le roi danse
  - Cyrille Thouvenin pour le rôle de Christophe dans La Confusion des genres
  - Malik Zidi pour le rôle de Franz dans Gouttes d'eau sur pierres brûlantes
- 2002 : Robinson Stévenin pour le rôle de Bo dans Mauvais Genres
  - Éric Berger pour le rôle de Tanguy Guetz dans Tanguy
  - Stefano Cassetti pour le rôle de Kurt / Roberto Succo dans Roberto Succo
  - Grégori Derangère pour le rôle de Pierre dans La Chambre des officiers
  - Jean-Michel Portal pour le rôle de Alain dans La Chambre des officiers
- 2003 : Jean-Paul Rouve pour le rôle de Pierre-Jean Lamour dans Monsieur Batignole
  - Lorànt Deutsch pour le rôle de Tibor Kovacs dans Trois Zéros
  - Morgan Marinne pour le rôle de Francis dans Le Fils
  - Gaspard Ulliel pour le rôle de Loïc dans Embrassez qui vous voudrez
  - Malik Zidi pour le rôle de Philippe dans Un moment de bonheur
- 2004 : Grégori Derangère pour le rôle de Frédéric Auger dans Bon Voyage
  - Nicolas Duvauchelle pour le rôle de Paul dans Les Corps impatients
  - Pascal Elbé pour le rôle de Simon dans Père et Fils
  - Grégoire Leprince-Ringuet pour le rôle de Philippe dans Les Égarés
  - Gaspard Ulliel pour le rôle de Yvan dans Les Égarés

Intitulé César du meilleur espoir masculin
- 2005 : Gaspard Ulliel pour le rôle de Manech Langonnet, alias Le Bleuet dans Un long dimanche de fiançailles
  - Osman Elkharraz pour le rôle de Krimo dans L'Esquive
  - Damien Jouillerot pour le rôle de Daniel Massu dans Les Fautes d'orthographe
  - Jérémie Renier pour le rôle de Philippe Seigner dans Violence des échanges en milieu tempéré
  - Malik Zidi pour le rôle de Sami dans Les Temps qui changent
- 2006 : Louis Garrel pour le rôle de François Dervieux dans Les Amants réguliers
  - Walid Afkir pour le rôle du fils de Majid dans Caché
  - Adrien Jolivet pour le rôle de Vicor Zimbietrovski, dit "Zim" dans Zim and Co.
  - Gilles Lellouche pour le rôle de Ludo dans Ma vie en l'air
  - Aymen Saïdi pour le rôle de Ramzi dans Saint-Jacques… La Mecque
- 2007 : Malik Zidi pour le rôle de Eloi Duhaut dans Les Amitiés maléfiques
  - George Babluani pour le rôle de Sébastien dans 13 Tzameti
  - Rasha Bukvic pour le rôle de Stephan dans La Californie
  - Arié Elmaleh pour le rôle de Jawhad dans L'École pour tous
  - Vincent Rottiers pour le rôle de Lucas dans Le Passager
  - James Thierrée pour le rôle de Paul Gaylord dans Désaccord parfait
- 2008 : Laurent Stocker pour le rôle de Philibert Marquet de la Durbellière dans Ensemble, c'est tout
  - Nicolas Cazalé pour le rôle de Antoine dans Le Fils de l'épicier
  - Grégoire Leprince-Ringuet pour le rôle de Erwann dans Les Chansons d'amour
  - Johan Libéreau pour le rôle de Manu dans Les Témoins
  - Jocelyn Quivrin pour le rôle de Charlie dans 99 Francs
- 2009 : Marc-André Grondin pour le rôle de Raphaël Duval dans Le Premier Jour du reste de ta vie
  - Ralph Amoussou pour le rôle de Victor dans Aide-toi, le ciel t'aidera
  - Laurent Capelluto pour le rôle de Simon dans Un conte de Noël
  - Grégoire Leprince-Ringuet pour le rôle d'Otto dans La Belle Personne
  - Pio Marmaï pour le rôle de Albert Duval dans Le Premier Jour du reste de ta vie

### Années 2010
- 2010 : Tahar Rahim pour le rôle de Malik El Djebena dans Un prophète
  - Firat Ayverdi pour le rôle de Bilal Kayani dans Welcome
  - Adel Bencherif pour le rôle de Ryad dans Un prophète
  - Vincent Lacoste pour le rôle de Hervé dans Les Beaux Gosses
  - Vincent Rottiers pour le rôle de Thomas dans Je suis heureux que ma mère soit vivante
- 2011 : Édgar Ramírez pour le rôle de Carlos dans Carlos
  - Pio Marmaï pour le rôle de Ben dans D'amour et d'eau fraîche
  - Arthur Dupont pour le rôle de Manu dans Bus Palladium
  - Raphaël Personnaz pour le rôle du prince Henri de France, duc d'Anjou dans La Princesse de Montpensier
  - Grégoire Leprince-Ringuet pour le rôle du prince de Montpensier dans La Princesse de Montpensier
- 2012 : Grégory Gadebois pour le rôle de Tony dans Angèle et Tony
  - Nicolas Bridet pour le rôle de Philippe Amelot dans Tu seras mon fils
  - Guillaume Gouix pour le rôle de Jimmy Rivière dans Jimmy Rivière
  - Pierre Niney pour le rôle de Primo dans J'aime regarder les filles
  - Dimitri Storoge pour le rôle de Monmon Vidal jeune dans Les Lyonnais
- 2013 : Matthias Schoenaerts pour le rôle d'Ali dans De rouille et d'os
  - Félix Moati pour le rôle de Victor dans Télé Gaucho
  - Kacey Mottet-Klein pour le rôle de Simon dans L'Enfant d'en haut
  - Pierre Niney pour le rôle de Maxime dans Comme des frères
  - Ernst Umhauer pour le rôle de Claude Garcia dans Dans la maison
- 2014 : Pierre Deladonchamps pour le rôle de Franck dans L'Inconnu du lac
  - Paul Bartel pour le rôle de JB dans Les Petits Princes
  - Paul Hamy pour le rôle de Julien dans Suzanne
  - Vincent Macaigne pour le rôle de Pator dans La Fille du 14 juillet
  - Nemo Schiffman pour le rôle de Charly dans Elle s'en va
- 2015 : Kévin Azaïs pour le rôle d'Arnaud Labrède dans Les Combattants
  - Ahmed Dramé pour le rôle de Malik dans Les Héritiers
  - Kirill Emelianov pour les rôles de Marek / Rouslan / Paul dans Eastern Boys
  - Pierre Rochefort pour le rôle de Baptiste Cambière dans Un beau dimanche
  - Marc Zinga pour le rôle de Régis dans Qu'Allah bénisse la France
- 2016 : Rod Paradot pour le rôle de Malony dans La Tête haute
  - Swann Arlaud pour le rôle d'Elisée dans Les Anarchistes
  - Quentin Dolmaire pour le rôle de Paul Dédalus dans Trois souvenirs de ma jeunesse
  - Félix Moati pour le rôle de Micha dans À trois on y va
  - Finnegan Oldfield pour le rôle de Kid dans Les Cowboys
- 2017 : Niels Schneider pour le rôle de Pier Ulmann dans Diamant noir
  - Jonas Bloquet pour le rôle de Vincent dans Elle
  - Damien Bonnard  pour le rôle de Léo dans Rester vertical
  - Corentin Fila  pour le rôle de Tom dans Quand on a 17 ans
  - Kacey Mottet-Klein  pour le rôle de Damien dans Quand on a 17 ans
- 2018 : Nahuel Pérez Biscayart pour son rôle de Sean dans 120 battements par minute
  - Benjamin Lavernhe pour le rôle de Pierre dans Le Sens de la fête
  - Finnegan Oldfield pour le rôle de Marvin Bijoux dans Marvin ou la Belle Éducation
  - Pablo Pauly pour le rôle de Ben dans Patients
  - Arnaud Valois pour le rôle de Nathan dans 120 battements par minute
- 2019 : Dylan Robert pour le rôle de Zachary dans Shéhérazade
  - Anthony Bajon pour le rôle de Thomas dans La Prière
  - Thomas Gioria pour le rôle de Julien Besson dans Jusqu'à la garde
  - William Lebghil pour le rôle de Benjamin Sitbon dans Première Année
  - Karim Leklou pour le rôle de François dans Le monde est à toi

### Années 2020
- 2020 :  Alexis Manenti pour le rôle de Chris dans Les Misérables
  - Anthony Bajon pour le rôle de Thomas Jarjeau dans Au nom de la terre
  - Benjamin Lesieur pour le rôle de Joseph dans Hors normes
  - Liam Pierron pour le rôle de Yanis Bensaadi dans La Vie scolaire
  - Djebril Zonga pour le rôle de Gwada dans Les Misérables
- 2021 : Jean-Pascal Zadi pour son propre rôle dans Tout simplement noir
  - Félix Lefebvre pour le rôle de Alexis Robin dans Été 85
  - Benjamin Voisin pour le rôle de David Gorman dans Été 85
  - Alexandre Wetter pour le rôle de Alex dans Miss
  - Guang Huo pour le rôle de Jin dans La Nuit venue
- 2022 : Benjamin Voisin pour le rôle de Lucien de Rubempré dans Illusions perdues
  - Sandor Funtek pour le rôle de Kool Shen dans Suprêmes
  - Sami Outalbali pour le rôle d'Ahmed dans Une histoire d'amour et de désir
  - Thimotée Robart pour le rôle de Philippe dans Les Magnétiques
  - Makita Samba pour le rôle de Camille dans Les Olympiades
- 2023 : Bastien Bouillon pour le rôle de Yohan Vivès dans La Nuit du 12
  - Stefan Crepon pour le rôle de Karl dans Peter von Kant
  - Dimitri Doré pour le rôle de Bruno Reidal dans Bruno Reidal, confession d'un meurtrier
  - Paul Kircher pour le rôle de Lucas Ronis dans Le Lycéen
  - Aliocha Reinert pour le rôle de Johnny dans Petite Nature

Intitulé César de la meilleure révélation masculine
- 2024 : Raphaël Quenard pour le rôle de Mirales dans Chien de la casse
  - Paul Kircher pour le rôle d'Émile Marindaze dans Le Règne animal
  - Samuel Kircher pour son rôle de Théo dans L'Été dernier[2]
  - Milo Machado-Graner pour son rôle de Daniel Maleski dans Anatomie d'une chute
  - Julien Frison pour son rôle de Lucas Savelli dans Le Théorème de Marguerite
- 2025 : Abou Sangaré pour le rôle de Souleymane dans L'Histoire de Souleymane
  - Adam Bessa pour le rôle de Hamid dans Les Fantômes
  - Malik Frikah pour le rôle de Clotaire (à 17 ans) dans L'Amour ouf
  - Félix Kysyl pour le rôle de Jérémie Pastor dans Miséricorde
  - Pierre Lottin pour le rôle de Jimmy Lecocq dans En fanfare

## Présélection «Révélation»

### Présentation
Depuis 2007, les catégories des meilleurs espoirs passent par une étape intermédiaire pour faciliter le premier tour de vote déterminant les nommés. Un comité « Révélation », composé des directeurs de casting de l'académie, élabore au mois de novembre précédant la cérémonie, une liste de 14 à 16 acteurs débutants nommés « Révélation ». La seule contrainte (appliquée depuis 2013) est qu'un acteur ne peut être classé que deux fois comme « Révélation ». Ces révélations sont ensuite mises en valeur avec une soirée de présentation, des séries photographiques réalisées par une personnalité reconnue, ainsi qu'un clip diffusé dans les salles de cinéma.
De 2007 à 2024, les listes des révélations sont créées à titre indicatif : les votants peuvent désigner librement n'importe quel acteur de leur choix, même s'il ne fait pas partie des révélations. Durant cette période, tous les nommés au César du meilleur espoir masculin ont figuré dans les révélations.
En revanche, à partir de la cérémonie de 2025, lors du changement de nom de la récompense, la liste des présélectionnés devient exclusive : les nommes ne peut être choisies que parmi les acteurs qui ont été proposés par le comité « Révélations » (constitué de directrices et directeurs de casting).

### Présences multiples
- 3 sélections : Arthur Dupont, Grégoire Leprince-Ringuet ;
- 2 sélections : Swann Arlaud, Anthony Bajon, Jules Benchetrit, Émile Berling, Bastien Bouillon, François Civil, Mehdi Dehbi, Nicolas Giraud, Guillaume Gouix, Cyril Gueï, Youssef Hajdi, Sofian Khammes, Roman Kolinka, Vincent Lacoste, Benjamin Lavernhe, William Lebghil, Karim Leklou, Johan Libéreau, Alexis Manenti, Pio Marmaï, Nicolas Maury, Hamza Meziani, Félix Moati, Kacey Mottet-Klein, Pierre Niney, Finnegan Oldfield, Nahuel Pérez Biscayart, Vincent Rottiers, Thomas Scimeca, Mahmoud Shalaby, Alexandre Steiger, Ahmed Sylla, Thibault Vinçon, Marc Zinga, Paul Kircher.

### Liste
En gras, les acteurs « Révélations » ayant ensuite effectivement été nommés par la suite pour le César de la meilleure révélation masculine. Pour chaque édition, il est indiqué aussi le photographe qui mit en œuvre l'album et l'exposition photographique des Révélations.

#### Années 2000
2007 (photographiés par Kate Barry)
- George Babluani dans 13 Tzameti
- Assaâd Bouab dans Marock
- Matthieu Boujenah dans Marock
- Rasha Bukvic dans La Californie
- Arthur Dupont dans Chacun sa nuit
- Arié Elmaleh dans L'École pour tous
- Lannick Gautry dans Nos jours heureux
- Khalid Maadour dans Comme tout le monde
- Jean-Baptiste Maunier dans Le Grand Meaulnes
- Benjamin Ramon dans Je m'appelle Élisabeth
- Vincent Rottiers dans Le passager
- Alexandre Steiger dans Les Amitiés maléfiques
- James Thierrée dans Désaccord parfait
- Yann Trégouët dans Itinéraires
- Thibault Vinçon dans Les Amitiés maléfiques
- Malik Zidi dans Les Amitiés maléfiques

2008 (photographiés par Stéphane Sednaoui)
- Fu'ad Aït Aattou – Une vieille maîtresse
- Paco Boublard – Regarde-moi
- Nicolas Cazalé – Le Fils de l'épicier
- Sylvain Dieuaide – J'attends quelqu'un
- Thomas Dumerchez – Après lui
- Andy Gillet – Les Amours d'Astrée et de Céladon
- Nicolas Giraud dans Nos retrouvailles
- Barthélemy Grossmann dans 13 m²
- Youssef Hajdi  dans 13 m²
- Grégoire Leprince-Ringuet dans Les Chansons d'amour
- Johan Libéreau dans Les témoins
- Daniel Lundh – Délice Paloma
- Terry Nimajimbe – Regarde-moi
- Jocelyn Quivrin dans 99 francs
- Laurent Stocker dans Ensemble, c'est tout
- Cyril Troley dans 7 ans

2009 (photographiés par Richard Schroeder,)
- Ralph Amoussou dans Aide-toi, le ciel t'aidera
- Julien Baumgartner dans Le Plaisir de chanter
- Émile Berling dans Les Hauts Murs
- Laurent Capelluto dans Un conte de Noël
- Esteban Carjaval Alegria dans La Belle Personne
- François Civil dans Soit je meurs, soit je vais mieux
- Arthur Dupont dans Nos 18 ans
- Théo Frilet dans Nés en 68
- Nicolas Giraud dans Comme une étoile dans la nuit
- Guillaume Gouix dans Les Hauts Murs
- Marc-André Grondin dans Le Premier Jour du reste de ta vie
- Adrien Jolivet dans La Très Très Grande Entreprise
- Grégoire Leprince-Ringuet dans La Belle Personne
- Pio Marmaï dans Le Premier Jour du reste de ta vie
- Yannick Renier dans Nés en 68
- Guillaume Verdier dans L'été indien

#### Années 2010
2010 (photographiés par Lorenzo Agius et Benjamin Boccas)
- Mhamed Arezki – Adieu Gary
- Firat Ayverdi – Welcome
- Abraham Belaga – Cendres et Sang
- Adel Bencherif – Un prophète
- Mehdi Dehbi – La Folle Histoire d'amour de Simon Eskenazy
- Yann Ebongé – La Journée de la jupe
- Cyril Gueï – L'Autre
- Jérémy Kapone – LOL (laughing out loud®)
- Reda Kateb – Qu'un seul tienne et les autres suivront
- Vincent Lacoste – Les Beaux Gosses
- Julien Lucas – Qu'un seul tienne et les autres suivront
- Alex Lutz dans OSS 117 : Rio ne répond plus
- Tahar Rahim dans Un prophète
- Vincent Rottiers dans Je suis heureux que ma mère soit vivante
- Samy Seghir dans Neuilly sa mère !
- Anthony Sonigo dans Les Beaux Gosses

2011 (photographiés par Zoe Cassavetes)
- Olivier Barthélémy – Notre jour viendra
- Cyril Descours – Complices
- Arthur Dupont – Bus Palladium
- Cyril Gueï – Lignes de front
- Salim Kechiouche dans Le Fil
- Grégoire Leprince-Ringuet – La princesse de Montpensier
- Johan Libéreau – Belle Épine
- Pio Marmaï – D'amour et d'eau fraîche
- Guillaume Marquet – Crime d'amour
- Nicolas Maury – Belle Épine
- Arthur Mazet – Simon Werner a disparu...
- Jules Pélissier – Simon Werner a disparu...
- Nahuel Pérez Biscayart – Au fond des bois
- Raphaël Personnaz – La princesse de Montpensier
- Édgar Ramírez dans Carlos
- Thibault Vinçon dans Le Sentiment de la chair

2012 (photographiés par Jean-Baptiste Mondino)
- Nicolas Bridet – Tu seras mon fils
- François Civil – Nos résistances
- Jérémie Duvall – Mon père est femme de ménage
- Franck Falise – La Fin du silence
- Raphaël Ferret – Présumé coupable
- Grégory Gadebois – Angèle et Tony
- Guillaume Gouix – Jimmy Rivière
- Iabe Lapacas – L'Ordre et la Morale
- Nicolas Maury – Let My People Go!
- Pierre Moure – Où va la nuit
- Pierre Niney – J'aime regarder les filles
- Pierre Perrier – American Translation
- Aymen Saïdi – L'Assaut
- Mahmoud Shalaby – Les Hommes libres
- Alexandre Steiger – L'Ordre et la Morale
- Dimitri Storoge – Les Lyonnais

2013 (photographiés par Dominique Issermann)
- Ben – Superstar
- Émile Berling – Comme un homme
- Jonathan Cohen – Un plan parfait
- Mehdi Dehbi – Le Fils de l'autre
- Vincent Lacoste – Astérix et Obélix : Au service de Sa Majesté
- Benjamin Lavernhe dans Radiostars
- Côme Levin – Radiostars
- Clément Métayer – Après Mai
- Félix Moati – Télé Gaucho
- Grégory Montel – L'Air de rien
- Kacey Mottet-Klein – L'Enfant d'en haut
- Pierre Niney – Comme des frères
- Matthias Schoenaerts – De rouille et d'os
- Mahmoud Shalaby – Une bouteille à la mer
- Stéphane Soo Mongo – Rengaine
- Ernst Umhauer – Dans la maison

2014 (photographiés par Antoine Carlier)
- Swann Arlaud dans Crawl
- Paul Bartel dans Les Petits Princes
- M'Barek Belkouk dans La Marche
- Zinedine Benchenine dans Vandal
- Pierre Deladonchamps – L'Inconnu du lac
- Alain-Fabien Delon dans Les Rencontres d'après minuit
- Idrissa Diabate – La Cité rose
- Youssef Hajdi – Mohamed Dubois
- Paul Hamy dans Suzanne
- Tewfik Jallab – La Marche
- Ibrahim Koma – La Cité rose
- Vincent Macaigne – La Fille du 14 juillet
- Hamza Meziani – Les Apaches
- Driss Ramdi – Je ne suis pas mort
- Jules Sagot – Tu seras un homme
- Nemo Schiffman – Elle s'en va

2015 (photographiés par Mathieu Cesar)
- Kévin Azaïs – Les Combattants
- Thomas Blumenthal – La Crème de la crème
- Bastien Bouillon – Le Beau Monde
- Zacharie Chasseriaud – La Belle Vie
- Félix de Givry dans Eden
- Romain Depret dans Vie Sauvage
- Ahmed Dramé – Les Héritiers
- Kirill Emelianov – Eastern Boys
- Jean-Baptiste Lafarge – La Crème de la crème
- Ymanol Perset – Colt 45
- Jules Ritmanic – Vie Sauvage
- Pierre Rochefort – Un beau dimanche
- Fayçal Safi – L'Apôtre
- Thomas Solivéres dans À toute épreuve
- Daniil Vorobjev dans Eastern Boys
- Marc Zinga dans Qu'Allah bénisse la France

2016 (photographiés par Sonia Sieff)
- Swann Arlaud – Les Anarchistes
- Jules Benchetrit – Asphalte
- Mehdi Djaadi – Je suis à vous tout de suite
- Quentin Dolmaire – Trois souvenirs de ma jeunesse
- Khereddine Ennasri – Nous trois ou rien
- Aurélien Gabrielli – Quand je ne dors pas
- Kheiron – Nous trois ou rien
- Karim Leklou – Coup de chaud
- Alban Lenoir – Un Français
- Martin Loizillon – Fever
- Sâm Mirhosseini – Ni le ciel ni la terre
- Félix Moati – À trois on y va
- Finnegan Oldfield – Les Cowboys
- Harmandeep Palminder – Bébé tigre
- Rod Paradot – La Tête haute
- Syrus Shahidi – Une histoire de fou
- Mathieu Spinosi dans Les Souvenirs

2017 (photographiés par Valérie Donzelli,)
- Steve Achiepo dans Tout, tout de suite
- Jonas Bloquet dans Elle
- Damien Bonnard dans Rester vertical
- César Chouraqui dans L'Origine de la violence
- Corentin Fila dans Quand on a 17 ans
- Sofian Khammes dans Chouf
- Kyan Khojandi dans Rosalie Blum
- Roman Kolinka dans L'Avenir
- William Lebghil dans La Fine Équipe
- Alexis Manenti dans Voir du pays
- Hamza Meziani dans Nocturama
- Kacey Mottet-Klein dans Quand on a 17 ans
- David Murgia dans Les Premiers, les Derniers
- Toki Pilioko dans Mercenaire
- Marc Ruchmann dans Tout, tout de suite
- Niels Schneider dans Diamant noir
- Thomas Scimeca dans Apnée

2018 (photographiés par Deniz Gamze Ergüven)
- Khaled Alouach – De toutes mes forces
- Adam Bessa – Les Bienheureux
- Damien Chapelle – Espèces menacées
- Idir Chender – Carbone
- Redouanne Harjane – M
- Sébastien Houbani – Noces
- Alban Ivanov – Le Sens de la fête
- Benjamin Lavernhe – Le Sens de la fête
- Matthieu Lucci – L'Atelier
- Rabah Naït Oufella dans Grave
- Nekfeu – Tout nous sépare
- Finnegan Oldfield dans Marvin ou la Belle Éducation
- Pablo Pauly dans Patients
- Nahuel Pérez Biscayart dans 120 battements par minute
- Antoine Reinartz – 120 battements par minute
- Ahmed Sylla dans L'Ascension
- Arnaud Valois dans 120 battements par minute
- Marc Zinga dans Nos patriotes

2019 (photographiés par Yann Gonzalez)
- Idir Azougli dans Shéhérazade
- Max Baissette de Malglaive – Monsieur je-sais-tout
- Anthony Bajon – La Prière
- Jules Benchetrit – Au bout des doigts
- Shaïn Boumedine – Mektoub, my love: canto uno
- Amir El Kacem – Abdel et la Comtesse
- Thomas Gioria dans Jusqu'à la garde
- Sofian Khammes – Le monde est à toi
- Roman Kolinka – Maya
- William Lebghil dans Première Année
- Karim Leklou dans Le monde est à toi
- Grégoire Ludig dans Au poste !
- Andranic Manet dans Mes provinciales
- Félix Maritaud dans Sauvage
- Christophe Montenez dans Le Retour du héros
- Dylan Robert dans Shéhérazade
- Ahmed Sylla dans Chacun pour tous

#### Années 2020
2020 (photographiés par Lukas Dhont)
- Anthony Bajon dans Au nom de la terre
- Idir Ben Addi dans Le Jeune Ahmed
- Bastien Bouillon dans Debout sur la montagne
- Djanis Bouzyani dans Tu mérites un amour
- Mathieu Capella dans Deux fils
- Jean-Christophe Folly dans L'Angle mort
- Soufiane Guerrab dans La Vie scolaire
- Hakim Jemili dans Docteur ?
- Benjamin Lesieur dans Hors Normes
- Alexis Manenti dans Les Misérables
- Amadou Mbow dans Atlantique
- Tom Mercier dans Synonymes
- Bryan Mialoundama dans Hors Normes
- Guy Roger N'Drien dans Seules les bêtes
- Liam Pierron dans La Vie scolaire
- Thimotée Robart dans Vif-argent
- Thomas Scimeca dans Bêtes blondes
- Djebril Zonga dans Les Misérables

2021 (photographiés par Yolande Zauberman)
- Abdel Bendaher dans Ibrahim
- Lucas Englander dans Les Apparences
- Sandor Funtek dans K contraire
- Thomas Guy dans Un vrai bonhomme
- Guang Huo dans La Nuit venue
- Félix Lefebvre dans Été 85
- Nils Othenin-Girard dans Un vrai bonhomme
- Jules Porier dans Madre
- Bastien Ughetto dans Adieu les cons
- Benjamin Voisin dans Été 85
- Alexandre Wetter dans Miss
- Jean-Pascal Zadi dans Tout simplement noir

2022 (photographiés par Thierry Demaizière et Alban Teurlai)
- Anas Basbousi dans Haut et Fort
- Alséni Bathily dans Gagarine
- Abdel Bendaher dans Ibrahim
- Théo Christine dans Suprêmes
- Salif Cissé dans À l'abordage
- François Créton dans Les Héroïques
- Sandor Funtek dans Suprêmes
- Soufiane Guerrab dans De bas étage
- Yassine Houicha dans Fragile
- Bakary Koné dans La Nuit des rois
- David Murgia dans Tom Medina
- Sami Outalbali dans Une histoire d'amour et de désir
- Thimotée Robart dans Les Magnétiques
- Farouk Saïdi dans Maudit !
- Makita Samba dans Les Olympiades
- Benjamin Voisin dans Illusions perdues

2023 (photographiés par Audrey Diwan)
- Mohamed Belkhir dans Ténor
- Sofiane Bennacer dans Les Amandiers (sélection retirée par l'Académie)[13]
- Adam Bessa dans Harka
- Bastien Bouillon dans La Nuit du 12
- Shaïn Boumedine dans Placés
- Gimi Covaci dans Mi iubita, mon amour
- Stefan Crepon dans Peter von Kant
- Dimitri Doré dans Bruno Reidal
- Romain Eck dans Trois nuits par semaine
- Aurélien Gabrielli dans Le Monde après nous
- Khalil Gharbia dans Peter von Kant
- Max Gomis dans La Gravité (non éligible)[14]
- Paul Kircher dans Le Lycéen
- Pablo Pauly dans Trois nuits par semaine
- Théodore Pellerin dans La Dérive des continents (au sud)
- Maël Rouin-Berrandou dans Mes frères et moi

2024 (photographiés par Malick Bodian)
- Youssouf Abi-Ayad dans L'air de la mer rend libre
- Melvin Boomer dans Sage-Homme
- Julien De Saint Jean dans Le Paradis
- Alassane Diong dans Tirailleurs
- Quentin Dolmaire dans Fifi
- Jonathan Feltre dans Les Rascals
- Julien Frison dans Le Théorème de Marguerite
- Khalil Gharbia dans Le Paradis
- Max Gomis dans La Gravité
- Paul Kircher dans Le Règne animal
- Samuel Kircher dans L'Été dernier
- Félix Lefebvre dans Rien à perdre
- Milo Machado-Graner dans Anatomie d'une chute
- Raphaël Quenard dans Chien de la casse
- Quentin Vernede dans Sages-Femmes
- Marc Zinga dans Augure

2025
- Tawfeek Barhom dans Les Fantômes
- Adam Bessa dans Les Fantômes
- Théo Christine dans Vivre, mourir, renaître
- Stefan Crepon dans Making Of – Le monde merveilleux du cinéma
- Malik Frikah dans L'Amour ouf
- Erwan Kepoa Falé dans Eat the Night
- Félix Kysyl dans Miséricorde
- Pierre Lottin dans En fanfare
- Ibrahima Mbaye dans Ni chaînes ni maîtres
- Louis Memmi dans Borgo
- Hamza Meziani dans Six pieds sur terre
- Diego Murgia dans Les Trois Fantastiques
- Charles Peccia Galletto dans Mon inséparable
- Guillaume Pottier dans 37 : L'Ombre et la Proie
- Abou Sangare dans L'Histoire de Souleymane
- Michael Zindel dans Le Dernier des Juifs

## Critiques
Les nominations dans cette catégorie, comme celle du César du meilleur espoir féminin, ont souvent cristallisé le débat sur le népotisme qui régirait la société française et singulièrement le monde du cinéma, les « filles et fils de » trustant souvent l'affiche des films français, et par voie de conséquence, les nominations et les récompenses (à titre d'exemple, en 1994, quatre des cinq nommés dans la catégorie venaient de familles travaillant dans l'industrie cinématographique),,.